# Bellettrie

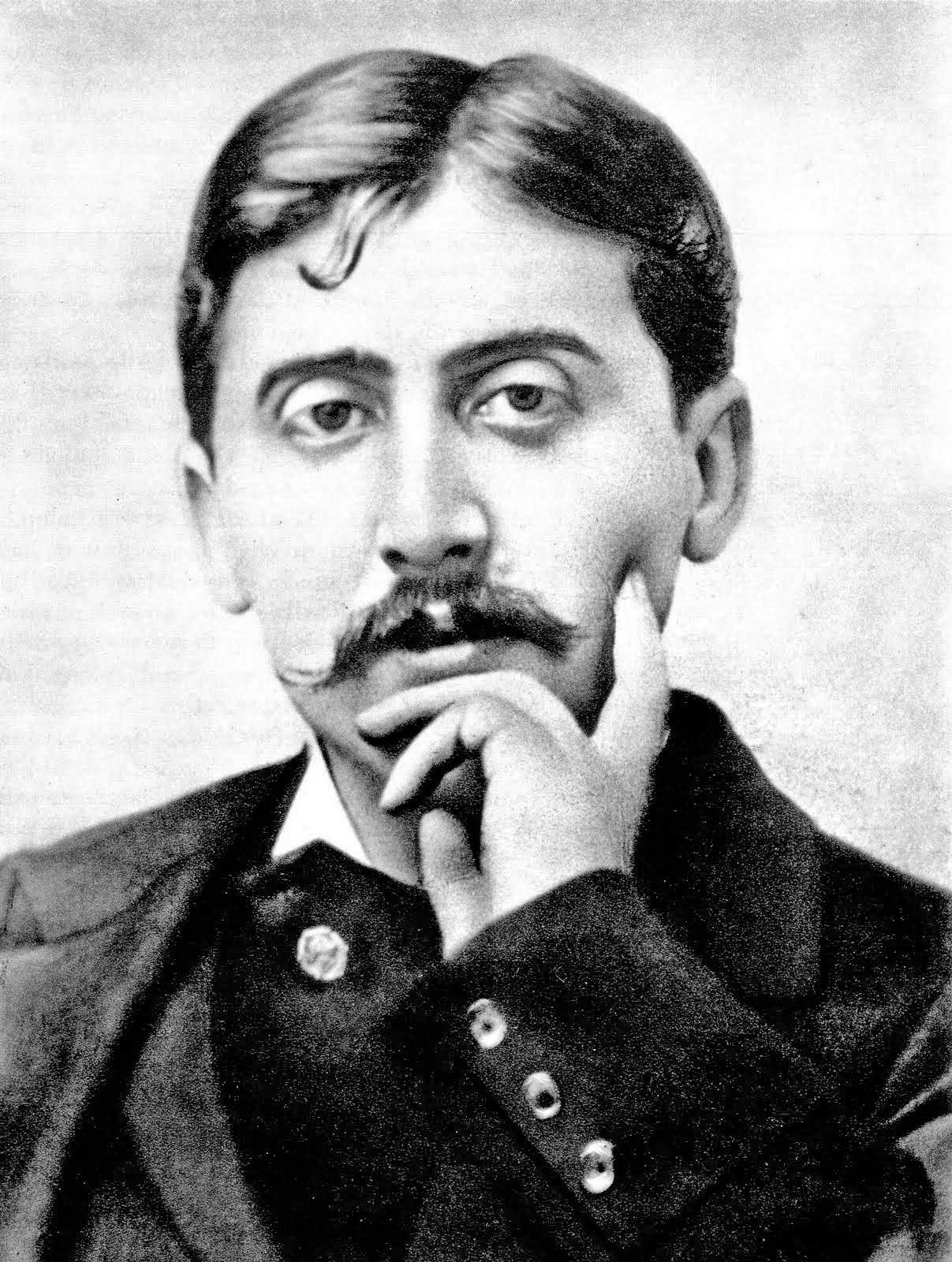
De Franse schrijver Marcel Proust, bekend om zijn complexe schrijfstijl.

Traditioneel betekende bellettrie (of de schone letteren, in het Frans: belles-lettres) de literaire cultuur in het algemeen. Later is de term verengd tot het deel van de literatuur dat tot de woordkunst kan worden gerekend, ter onderscheiding van meer zakelijke teksten. Een grensgebied is het essay.
Kenmerkend voor die bellettrie is dat vorm en stijl van de teksten zeer belangrijk zijn. Het gaat niet alleen om wat er gezegd en geschreven wordt, maar ook om het hoe: mooie, originele, treffende bewoordingen, of juist bewust hard en realistisch taalgebruik, of het introduceren van geheel nieuwe woorden en zinsconstructies, et cetera. Daarbij is een gelaagde structuur van de tekst vaak ook van belang: 'er staat meer dan er staat'.
Dat wil overigens niet zeggen dat bellettrie altijd ingewikkeld of hoogdravend hoeft te zijn. In het Nederlands schrijvende schrijvers zoals Willem Elsschot, Karel van het Reve en Willem Frederik Hermans bewijzen het tegendeel.